# حقل البري
حقل البري هو حقل نفطي تديره شركة أرامكو السعودية، يقع جنوب محافظة الجبيل في المنطقة الشرقية. ينتج الحقل 250 ألف برميل من النفط الخام العربي الخفيف يوميًا. ويتكون الحقل من منطقتين إحداهما على اليابسة والأخرى على البحر، ويبلغ حجم احتياطي النفط العربي الخام فيه ما يزيد عن 15 مليار برميل. في عام 2018 بدأت أرامكو مشروعًا لتوسعةِ الحقل، يهدف إلى زيادة إنتاجه ليصل إلى 500 ألف برميل يوميًا بحلول عام 2023.

## مشروع تطوير الحقل
يهدف مشروع توسعة وتطويرِ حقل البري الذي يتوقع أن تنتهي أعماله منتصف عام 2020، إلى زيادة الإنتاج ليبلغ 500 ألف برميل من النفط العربي الخفيف يوميًا. ويشمل المشروع تشييد جزيرتي حفر اصطناعيتين على الجانبين الشمالي والجنوبي لـميناء الملك فهد الصناعي بالجبيل، وتقدر المساحة الإجمالية لهما 616,553 مترًا مربعًا، و263,855 مترًا مربعًا. كما يشمل تركيب معمل لفرز الغاز من النفط بجزيرة أبوعلي، وإنشاء مرافق معالجة الغاز بمعمل الغاز في الخرسانية، لمعالجة 40 ألف برميل من المكثفات الهيدروكربونية التي ستصاحب زيادة إنتاج النفط الخام في الحقل، إضافة إلى إنشاء مرفق معالجة الغاز لتوسعة مصنع الغاز مرتفع ومنخفض الضغط، المرتبط بحقل النفط ومعمل الغاز في البري. كما تتضمن أعمال المشروع إنشاء محطة حقن المياه، و11 منصة نفط وحقن مياه بحرية، و9 مواقع برية لتوريد المياه وإنتاج النفط.